# (4632) Udagawa
(4632) Udagawa est un astéroïde de la ceinture principale.

## Description
(4632) Udagawa est un astéroïde de la ceinture principale. Il fut découvert le 17 décembre 1987 à Chiyoda par Takuo Kojima. Il présente une orbite caractérisée par un demi-grand axe de 2,21 UA, une excentricité de 0,17 et une inclinaison de 6,5° par rapport à l'écliptique.

## Compléments